# Канцерски пробијајући бол
Канцерски пробијајући бол или канцерски бол је пролазно погоршање бола у виду наглих, краткотрајних и врло интензивних напада који се јављају спонтано или у спрези са специфичним непредвидивим или предвидивим „окидачким механизмом“, и поред релативно стабилног, добро контролисаног основног (позадинског) бола. За све болеснике са канцерском болешћу, пробијајући бол је један од најчешћих синдрома изазван туморском болешћу. Током болести многи болесници са карциномом више страхује од бола него од саме смрти, јер се ова врста бола јавља са различитеом учесталошћу и приликом постављања дијагнозе малигне болести присутна је у 25 до 50% случајева.
Код онколошких болесника разликујемо две основне компоненте болa: перзистентни (стални) бол који траје најмање 12 сати током дана, и пробијајући бол. Интензитет пробијајућег болa је средње јаки до јаки са врхунцем болa након три до пет минута, и просечним трајањем око 30 минута. Како би се ова врста бола разликовала од слабо контролисаног основног бола, он се дефинише као: „четири, или мање, епизода током 24 сата.“
Пробијајући бол јавља се као последица различитих (неуропатских, ноцицептивних или комбинованих) патофизиолошких механизама. Према доступним подацима из литературе инциденца пробијајућег бола креће се између 40 и 86% (33% до 90%). Истраживања су показала да је он у 67-76% случајева узрокована самим злоћудним раком (тумором), у 20-33% епизода бол се јавља као последица онколошке терапије, док је у око 4% случајева пробијајући бол нејасног узрока.
Канцерски пробијајућа бол најчешће се јавља код болесника лечених фиксним дозама опиоидних аналгетика, са учесталшћу од 13,2-33%.
Истраживања доказују да и поред савремених сазнања о патофизиологији бола, доступним лековима и постојању смерница за лечење бола он је и даље неадекватно збринут код 50-70% болесника са малигном болешћу па они трпе болове одређеног степена. Врхунске дијагностичке, хируршке и радиотерапијске методе и технике те нови цитостатици, омогућили су и дуже преживљавање онколошких болесника, па су тако малигни тумори постали хронична болест. Међутим продужење живота доводи, и до продужења патње због стресних симптома узрокованих малигнитетом. Са друге стране, како Светска здравствена организација (СЗО) предвиђа да ће инциденција малигних тумора типа карцинома у свету у следећих 20 година порасти за 50% и да ће до 2020. бити 15 милиона новооткривених случајева годишње, адекватно лечење бола постало је морални императив прихваћен у свим здравственим службама савременог света. СЗО је у поступку антитуморског лечења купирање карциномског бола поставио на четврто место по значају (превенција, рана детекција, успешно излечење, терапија бола) и тиме упозорио све своје чланице на њену важност. У том смислу терапијски приступ пробијајућем болу мора бити: мултимодалан, индивидуално подешен, усмерен ка одређеном типу и карактеристикама пробијајућег бола према сваком поједином болеснику. Садашње смернице за лечење пробијајућег бола укључују брзоделујући оралне опиоиде, а неке и фентанилске препарате.

## Дефиниције бола
Према дефиницији Светске здравствене организације: „бол је непријатно чулно или емоционално искуство повезано са стварним или потенцијалним оштећењем ткива“.
Међународно удружење за проучавање бола International Association for the Study of Pain(IASP) дефинише бол као: „непријатно осетно и осећајно искуство повезано са правом или потенцијалном повредом ткива, или узроковано тим оштећењем или повредом.“

## Четири димензије бола
Упоран бол за онколошке болеснике има четири димензије патње;
- физичке — изазване болом (услед саме болести или поступка лечења),
- психоемоционалне, социјалне и духовне.[14]

Понекад се може чути од онколошких болесника да они бол користи као начин доживљавања болести, „ја сам неизлечив случај и зато умирем“. Код таквих случајева, лекари који лече болеснике са тешким, канцерским, пробијајућим болом, морају имати веома широк поглед на бол не само као физичком стању (бол, несаница, умор), већ и као псицхоемоционалном поремећају (осећање беспомоћности, љутња на дијагнозу, страх од смрти), социјалном фактору (губитак посла, губитак финансијске сигурности, положаја у друштву, осећај напуштености), и духовној патњи (губитак сврхе живота, зашто ме мучите) и на све наведене компоненте бола морају стално обраћати пажњу.
Такође лекари непрестано морају ценити карактеристике физичког бола, у погледу квалитета, зрачења (простирања), озбиљности бола и на основу тога га класификавати на ноцицептивни, неуропатски и симпатетички преносиви бол.
Узрок бола код пацијената са карциномом може бити и некарциногеног порекла као што су остеоартритис, неуралгија после херпеса, мишићни грчеви, или бол као последица постхемотерапијска периферне неуропатије. Стога сваки пробијајући бол мора бити правилно процењен, како би се одредили његови узроци и приступило правилном лечењу. У око 15% пацијената са инвазивним карциномом, ниједан од њихових болова није узрокован самим карциномом.

## Карактеристике канацерског пробијајућег бола
Бол је субјективни осећај који се описује коришћењем неколико различитих особина или карактеристика (локализацијом, квалитетом, интензитетом, емоционалним утицајем, променом понашања, учесталошћу,...), које треба узети у обзир у току терапију хроничног бола малигне етиологије. Интензитет малигног пробијајућег бола је препознат и прихваћен као најважнија клиничка димензија доживљавања бола.
Канцерски пробијајући бол је најчешћи симптом који најтеже подносе код болесници са узнапредовалим малигним или неким другим обољењем у терминалном стадијуму. За разлику од болесницика који не пате од пробијајућег бола, код ових болесника изражено је смањење функционалних капацитета и психолошки дистрес, првенствено због депресије и тескобе, што значајно нарушава квалитет живота код дела болесника.
Разлике између константног и пробијајућег бола
Особине према којима разликујемо пробијајући бол од константног бола су:
Повезаност бола са фиксним дозама опиоидних аналгетика
Код онколошких болесника код којих се примењују у лечењу константног бола, фиксне дозе опиоидних аналгетика ова врста бола јавља се са учесталошћу од 13,2-33%.
Временска одређеност трајања бола
Временска одређеност трајања бола подразумева специфичан наступ, трајање и учесталост епизода пробијајућег бола. Наступ је најчешће изненадан уз постепено појачање интензитета бола унутар 30 минута (средње време трајања око 3 минуте). Број дневних епизода пробијајућег бола варира од 1-3.600 (просечно 4-6), а трајање сваке епизоде је од 1-240 минута (средње време трајања 15-30 минута).
Повезаност бола са провоцирајућим чиниоцима
Напади пробијајућег боли могу бити повезане са неким провоцирајуце чиниоцем, и код неких болесника бол може бити предвидив. Провоцирајући фактор код 55-80% случајева је познат, док се у 27-38,3% случајева не може идентификовати.
Предвидивост бола.
У 12-15,3% случајева пробијајући бол је предвидив, а у 57% епизода уопште се не може предвидети.

## Учесталост јављања и могућности лечења канцерског бола
Према подацима Светске здравствене организације (СЗО), 15 милиона људи болује од малигних болести, а 66% пацијената током своје болести имају болове, или око 10 милиона људи у свету у овом часу пати од хроничног канцерског бола.
Сваке године у Републици Србији дијагностикује се око 32.000 нових случајева малигне болести, а годишње од рака умре око 20.000 људи. Бол је најчешћи и најтежи симптом малигне болести, који највише плаши болесника и породицу. Канцерски бол јавља се код око 60% пацијената, у свим фазама малигне болести, с тим да се учесталост и јачина бола повећавају како болест напредује. Око 25-30% пацијената у Србији има јаке пробијајуће болове.
На основу резултати великог европског истраживања преваленце и третмана бола везаног за канцер показали су да је бол присутан у свим фазама канцера (раном и метастатски), и да код великог броја пацијената (од 56% до 82,3%) бол није био лечен адекватно.
Према подацима Светске здравствене организације (СЗО), канцерске бол могуће је отклонити код већине пацијената (70-90%). Метод отклањања канцерског бола који препоручује СЗО заснива се на фармакотерапији лековима који се примењују на најмање инвазиван начин (орално, на првом месту), по времену, у складу са јачином бола и индивидуалним карактеристикама болесника и болног синдрома.
У бројним научним радовима о преваленци канцерског бола (објављених од 1966—2005) За различите типове малигнома, дошло се до закључка да је у једнакој мери бол заступљен код пацијената који се активно лече и код оних у узнапредовалој или терминалној фази болести. Преваленца бола у тим студијама је 64% код пацијената са узнапредовалом, метастатским или терминалном болешћу, 59% код пацијената у току активног лечења и у 33% код пацијената након куративног третмана.
Опиоидни аналгетици су кључни лекови, без којих успешна терапија умерено јаког и јаког канцерског пробијајућег бола није могућа. Према тзв. аналгетичким степеницама СЗО, сваки болесник са јачином бола ≥ 5/10 на нумеричкој скали за јачину бола (0: без бола, 10: најјачи могући бол) требало би да буде лечен опиоидима.

## Облици пробијајућег бола
Бол се може поделити на различите начине и то према:
- Трајању: на акутни и хронични бол.
- Етиологији: на малигни и немалигни бол,
- Патофизиологији: ноцицептивни (који може бити соматски и висцерални), неуропатски и инфламаторни бол.

### Врсте бола према трајању
Акутни бол
Акутни бол има заштитну улогу и најчешће је узрокован повредом и указује на стварно оштећење ткива. Јавља се нагло и претходно је био ограничен на период трајања од шест месеци, док се данас ограничава на време од три месеца или на време потребно за лечење или опоравак (нпр бол код главобоље, зубобоље, дисменореје, након ударца ...)
Хронични бол
Хронични бол траје дуже од оптималног времена опоравка од повреде, а тај временски период може бити од 3 месеца до краја живота код неких болесника (нпр малигни пробијајући бол). Хронични бол понекад уопште није изазван повредом а може бити и без дијагностикованог штетног узрока. Он по правилу доводи до значајног нарушавања квалитета живота болесника.
Фазе кроз које пролазе болесници са хроничним болом
| Фазе    | Трајање                 | карактеристике                                                                                 |
| ------- | ----------------------- | ---------------------------------------------------------------------------------------------- |
| Прва    | до 2 месеца             | - Неприхватање болести - Трагање за лековима - Склоност традиционалном лечењу и надрилекарству |
| Друга   | од 2 - 6 месеци         | - Раздражљивост, агресивност - Злоупотреба лекова                                              |
| Трећа   | од 6 месеци до 3 године | - Депресија, очај, инсомнија, малодушност. - Трагање за лековима - Злоупотреба лекова          |
| Четврта | од 3 -12 година         | - Прихватање болести, рационалан приступ терапији - Постоји могућност да са помогне            |

Карактеристичне су две врсте хроничног бола бола:
- Континуирани позадински бол - праћен често и функционалном неспособношћу,
- Пробијајући бол - у виду наглих, краткотрајних и врло интензивних напада.

### Врсте бола према етиологији
Малигни бол
Малигни бол је хронични бол повезан са прогресивном болешћу која потенцијално угрожава живот болесника (нпр код карцином, АИДС-а, прогресивне неуролошке болести ...)
Немалигни бол
Немалигно бол је хронични бол повезан са болестима које нису по живот опасне, као што су бол у трбуху, бол код артритиса, остеоартритис, неуропатски бол, бол у крстима...

### Патофизиологија канцерског бола
У зависности од патофизиолошког механизма који доводи до настанка бола, канцерски бол можемо поделити на ноцицептивни, неуропатски и инфламаторни. Сва три механизма бола заступљена су код карциномског бола.
Ноцицептивни бол
Ноцицептивни бол настаје као последица надражаја ноцицептора - слободних нервних завршетака за бол. Ноцицепторе могу бити надражени топлотним, хемијски и механичким надражајима. Најзначајнији топлотни рецептори су рецептори из породице ТРП-а (енгл. Transient Receptor Potential).
Ноцицептори се деле у две основне групе: механичке и полимодалне.
- Механички рецептори преносе импулсе мијелинским А-влакнима, намењени провођењу добро локализованог, убодног бола.
- Полимодални рецептори импулсе преносе немијелиниским Ц-влакнима, и служе за провођење тупог, неоштро локализованеог бола.

Осећај бола са периферије преноси се према средишњем нервном систему уз помоћу влакана за бол која улазе у кичмену мождину преко спиналних ганглија и задњих коренова спиналних живаца. Она завршавају у синапсама дорзалне сиве материје која чини неурон првог реда. Постсинаптичка влакна за бол прелазе на супротну страну и формирају два одвојена пута. Влакна типа А која чине неоспиноталамички пут, и влакна типа Ц која образују палоспиноталамички пут. У неоспиноталамичком путу неуроне другог реда чине вентропостеролатерална таламичка језгра, док су неурони трећег реда соматосензорна подручја I. и II. паријеталног кортекса. У палоспиноталамичком путу неурони другог реда су интраламинарна једра таламуса, док неуроне трећег реда чине дифузне кортикалне пројекције ка чеоном, темпоралном и паријеталном подручју.
Неуропатски бол настаје као последица оштећења периферног или централног нервног система, без истовременог надражаја ноцицептора. Овај тип бола често се јавља код примене неуротоксичне хемотерапије.
Како је бол индивидуалан осећај једнак надражај може код више особа изазвати бол различите јачине. Објашњење делимично лежи у чињеници да је активацији аналгезијског система та која контролише улазак болних импулса у мозак. Аналгезијски систем почиње у сивој маси око акведукта и перивентрикуларних подручја у мезенцефалону и горњем делу понса. Импулс се надаље преноси у велико једро рафе и ретикуларна парагигантоцелуларна једра у спољњем делу продужене мождине. На крају импулс завршава у задњем рогу кичмене мождине, у подручју где је лоциран комплекс за инхибицију бола. У аналгезијском систему учествују бројне преносне материје од којих се посебно издвајају ендорфини, енцефалина и динорфини, који чине ендогени опиоидни систем.
Најчешћи болни синдроми у оквиру канцерског бола
| Болни синдом                                                                  | Симптоми и знаци |
| ----------------------------------------------------------------------------- | --- |
| 1. Бол услед метастаза у костима                                              | - Као последица метастазе бол је у почетку туп, локализован на месту метастазе и најјачи ноћу. - Са напредовањем метастазе бол се појачава и постаје константан. - Касније се могу чешће јављати пробоји бола јер су покрети код метастаза у носећим структурама (кичмени стуб), што тело чини нестабилним, па је и реакција на бол израженија. |
| 2. Бол услед захваћености висцералних органа (са или без припадајућих серозе) | - Ова врста бола јавља се нпр. код бола услед растезања капсуле јетре, бол удружен са карциномом панкреаса. - Бол код сваке од ових локализација има своје посебне карактеристике. |
| 3. Бол услед инфилтрације и притиска на периферне нерве                       | - Бол се јавља као реакција на компресију - У овом синдрому бол претходи неуролошком оштећењу и најчешће је последица захваћености цервикалног, брахијалног и лумбосакралног плексуса. |

## Дијагноза и процена интензитета бола
Како је бол субјективни осећај, не постоји валидан објективни метод за мерење његовог интензитета. На доживљај бола утичу и комплексна људска искуства са функционалним, емотивним и духовним компонентама. Како лекари воле да имају одговарајуће водиче, оруђа за процену интензитета бола (који треба да им дају податке о интензитету бола) и понуђене аналгетике и додатне лекове и поступке за терапију бола у односу на интензитет истог, у многим земљама стално се развијају и усавршавају једнодимензиона и вишедимензиона оруђа за процену јачине бола.

### Клиничка процена бола
Клиничка процена бола, у начелу, обухвата:
1. Детаљнa анамнезa
У оквиру анаменезе треба прикупити податке о:
- локализација, ширењу, квалитету и јачини бола
- факторима који га појачавају или ублажавају,
- понашању бола у времену, постојање пробоја бола,
- претходној терапији бола: лекови, дозе, начин примене, шема давања, ефикасност, нежељена дејства,
- психосоцијалном статусу пацијента.

2. Физички преглед, укључујући и неуролошки преглед
Овим прегледи обухватају процену функционалног оштећења и психосоцијалну процену (холистички приступ).
3. Додатна испитивања (лабораторијска, визуализациона)
Допунски дијагностички прегледи могу бити: лабораторијски тестови, МРТ, ЦТ, прегледи специјалиста других струка. Ови прегледи уводе се према потреби.

#### Оруђа за мерење интензитета бола
Једнодимензиона оруђа за мерење интензитета бола која се користе у дијагностици, су различите скале које могу бити нумеричке и визуелне:
Вербална скала - ВС (Categorical Verbal Rating Scales (VRS)).

Ова скала представља листу дескриптора, којима се описује степен јачине бола, најчешће са четири дескриптора (без бола, благ, умерено јак, јак бол).
Вербална скала за процену бола
| Без бола | Благ бол | Умерено јак бол | Јак бол |
| -------- | -------- | --------------- | ------- |

Нумеричка скала - НС (Categorical Numerical Rating Scales (NRS)).

Нумеричка скала (НС) која се често зове и визуелна нумеричка скала (VNRS/VNS), јер је скала објашњена или приказана на папиру, тако да одговара неком броју (0-5 или 0-10). Она је једноставна за примену у процениу интензитета бола. Користити се код првог прегледа и код контролних прегледа болесника ради праћења делотворности терапије. На скали су означена два екстрема у опису интензитета бола, на пример од „бола нема уопште“, до „најгори могући бол“.
Визуелно аналогна скала - ВАС (Visual Analogue Scale (VAS)).

Како је код деце веома тешко одредити карактер бола, применом комбинованих сликовно-нумеричких скала од 0-10 та потешкоћа се донекле може ублажити. У пракси се често користи Вонг Бекерова скала (Wong Baker Scale) за процену тежине бола код деце.
Избор скале зависи од њене практичности, знања и вештине корисника, и уобичајено се користе у мерењу интензитета бола са подједнаким успехом.

## Терапија
Терапију канцерског бола треба спроводити постепеним увођењем слабијих а потом јачих аналгетика.
Светска здравствена организација (СЗО) је, као изузетно корисну препоруку за лечење бола, у праксу увела примену „аналгетичких степеница“. Многи експерти у развијеним и неразвијеним земљама користе их као једно веома корисно оруђе које се примењује у терапији бола. Степенице од три нивоа су одличан модел за почетника, јер показују основу приступа терапији бола. Основне претпоставке, дате и у овој методи за лечење бола су веома корисне и данас применљиве, али многе промене су потребне поготово на нивоу фармакотерапије, посебно када се ради о терапији малигног пробијајућег или карциномског бола.
Аналгетичке степенице се веома користе у свакодневном раду јер су погодне за примену и помажу лекарима који почињу да се баве терапијом бола. Дају могућност да се постепено уводе лекови и контролише успех и напредовања терапије. При томе ниво степаница један, благ бол (НС=1–3), препоручује примену неопиоидних аналгетика и додатну терапију. Ниво два, умерен и благ бол (НС=4-7), препоручује примену опиоида уз примену неопиоида и адјувантну терапију. На крају највиши ниво, ниво три, (НС=8-10), препоручује јаке опиоиде за умерен и јак бол уз лечење неопиоидима и додатну терапију. 

### Метода СЗО лечења бола у пет тачака
Ова метода СЗО може се сажети у следећих пет тачака:
1. Лек давати на уста
Оптималан је пут уноса морфина на уста. Идеално су потребна два облика: један са нормалним отпуштањем за титрацију дозе и други са модификованим отпуштањем за терапију одржавања.
2. Лек давати на сат
Исправна је доза аналгетика она доза која сузбије бол. Нема стандардне дозе за опиоиде. Доза оралног морфина може варирати 5-1.000 mg сваких 4 сата.
Почетну дозу и одређује стање болесника и претходна терапија. На првом степену биће довољно и 5 mg сваких 4 сата. На другом степену бола (опиоид плус неопиоид) терапија ће започети обично са 10 mg сваких 4 сата, док ће се на трећем степену доза повећати. Код пробијајућег бола „спас-доза“ може се понављати сваки сат.
3. Лек давати по лествици
На другом степену јачине бола предлаже се употреба кодеина, трамадола, малих доза оксикодона и бупренорфина. Додатни аналгетски ефекат постиже се у комбинацији са нестероидним антиреуматицима (као што је ацетилсалицилна киселина). Истраживања показују да ови слаби опиоиди нису супериорни пуним дозама нестероидних антиреуматика, па се дошло до идеје да се први и други степен једноставно споје у један (први) степен, док би други степен чинио онај за тешку бол.
4. Лечење прилагодити појединцу
Изузетно је важно индивидуално прилагођавање лечења. Тако уз јачину бола треба узети у обзир и претходно узимање опијата, старост пацијената, обим карцинома и присуство других болести.
5. У току лечења пажњу усмерити на детаље
Морфин је у почетку изабран као јаки опиоид избора, међутим, расте употреба оксикодона, хидроморфон, фентанила и метадона. У клиничким фармаколошким студијама морфин је остао златни стандард.
Ових пет тачака укључује и концепт према којем је аналгетска медикаментозна терапија кључна у лечењу бола већине пацијената са канцером (тумором), као и то да су јаки опијати апсолутно потребни у савладавању тешких болова код већине пацијената.

## Терапија опиоидима
Опиоиди, који се деле на слабе и јаке, полусинтетске и синтетске, су фармацеутици из групе анелгетика који имају активност као морфин, укључујући и агонисте и антагонисте као и природне и синтетске опиоидне пептиде.
- Слаби опиоиди, се назвају тако јер имају горњу границу ефикасности, односно за њих постоји максимална дневна доза која се може применити и користе се за болове на визуелно аналогној скали од 4-6.
- Јаки опиоди немају максималну дневну дозу и користе се за јаке болове, на визуелно аналогној скали > 6.

#### Толеранција на опиоиде
Толеранција на опоиде подразумева: смањење аналгетичког ефекта опиоида после понављаних давања одређене дозе тог лека. Толеранција на аналгетички ефект опиоида не развија се брзо. Потреба да се доза аналгетика повећа, најчешће је резултат појачања бола, а не праве фармаколошке толеранције (тзв. псеудотолеранција).
До појачања бола најчешће долази због:
- појачања болног надражаја (релапс или прогресија малигне болести)
- утицаја немедицинских фактора на болесников доживљај бола (према концепту тзв тоталног бола то могу бити психолошки, социјални, спиритуални фактори).

У случају псеудотолеранције, каузалном терапијом бола на холистички начин, уз учешће немедицинских и медицинских чланова тима, могуће је смањити јачину бола и повратити аналгетички ефект лека. Толеранција на аналгетички ефект опиоида може да се превазиђе преласком са слабог на јак опиоид или повећањем дозе јаког опиоида. Јаки опиоиди немају максималну дозу и доза лека се може повећавати колико год је то потребно до престанка бола или до појаве нежељених дејстава која се не могу контролисати. Толеранција на јак опиоид може се такође превазићи тзв. ротацијом опиоида, или преласком са једног јаког опиоида на други.

#### Нежељена дејства опиоида
Примену опиоида често у свакодневној пракси спречава и страх како болесника тако и неискусног лекара од могућих нежељених дејстава. Нежељена дејства опиоида добро су позната, и могу да се спрече и контролишу на основу индивидуалних искуства онколога из праксе и смерницама у одговарајућим тарапијским водичима.
На већину нежељених дејстава опиоида развија се толеранција и она се спонтано повлаче током времена. Трајно нежељено дејство опиоида је опстипација. Нежељена дејства која ограничавају дозу су миоклонус и делиријум. Депресија дисања је потенцијално фатална, а нежељено дејство опиоида, на овај ефект брзо развија толеранцију. Поред тога, бол се супротставља депресорном ефекту опиоида депресијом дисања. Једино су под ризиком да развију депресију дисања болесници који никада раније нису били изложени опиоидима, као и болесници са оштећеном функцијом бубрега.
Нежељена дејства опиоида
| Врсте      | Знаци и симптоми |
| ---------- | --- |
| Иницијална | • Мучнина и повраћање • Несвестица • Седација • Конфузија                                                                     |
| Трајна     | • Опстипација |
| Ретка      | • Знојење • Сувоћа уста • Свраб • Делиријум • Ретенција мокраће • Депресија дисања • Миоклонус • Хипералгезија • Халуцинације |

Страх од употребе опоида
Како се канцерски бол мора и може лечити опоидима, то понекад наилази на отпор код пацијената због могуће зависности и нежељених дејстава ових лекова. У том смислу неопходно је отворено разговарати са пацијентима и њиховом породицом о томе шта их спречава да се бол успешно лечи, јер на данашњем степену знања, ниједан болесник не би требало ни да живи ни да умире са болом. Лекови из групе опиоида (морфин и њему слични лекови) неопходни су и незамењиви лекови за успешно отклањање умерено јаког и јаког канцерског бола. Страх пацијената и породице од зависности након примене опоида не би требало да буде препрека успешном отклањању бола и узрок безразложне патње великог броја пацијената. Лекови опиоиди су ту да би се користили, а не да би се перманентно избегавали. Због тога лекар мора да се запита зашто болесници и даље одбијају ове лекове, и укажу им на заблуде.

## Терапија коаналгетицима (аналгетичким адјувантима)
Примарна индикација за примену лекова из групе коаналгетика није лечење бола, али је доказано да они делују аналгетички, најчешће на неуропатски бол, хроничне главобоље, мишићноскелетни и канцерски бол.
Ови лекови се могу применити у свакој степеници аналгетичке лествице СЗО. Они су заправо део мултимодалног терапијског приступа хроничном бола, јер помажу деловање и смањују потрошњу примарних аналгетика.
Избор коаналгетичка лек треба да је индивидуално обављен а његова примена стално конторисана. У пракси није у потуности доказано да у погледу ефикасности, један коаналгетик има апсолутну предност над другим.
У ову групу лекова спадају:
- Антидепресиви (амитриптилин, нортриптилин, дулокетин, венлафаксин),
- Антиепилептици (габапентин, прегабалин, карбамазепин, окскарбазепин),
- Кортикостероиди (дексаметазон),
- Антагонисти NMDA рецептора (кетамин, аминобифосфонат, ибандронат, памидронат, золедронат).